# Малахов, Евгений Борисович
Евгений Борисович Малахов (17 ноября 1982) — российский футболист, выступавший на позиции левого полузащитника. Сыграл 11 матчей в премьер-лиге России.

## Биография
На профессиональном уровне начал выступать в 2002 году в составе элистинского «Уралана». Дебютный матч за команду сыграл в Кубке России 14 сентября 2002 года против «Амкара», выйдя на замену на 90-й минуте вместо Максима Примака. 2 ноября 2002 года дебютировал в премьер-лиге в игре против московского «Торпедо», выйдя на замену в перерыве вместо Севастьяна Тодуа. Всего сыграл 11 матчей в премьер-лиге — три в 2002 году и восемь — в 2003, также принял участие в 35 играх турнира дублёров. В 2004 году продолжал выступать за «Уралан» в первом дивизионе.
В дальнейшем выступал за новокузнецкий «Металлург» и тольяттинскую «Ладу», а в 2006 году вернулся в элистинскую команду, игравшую к тому времени во втором дивизионе. С лета 2006 года в течение четырёх сезонов выступал за нижегородскую «Волгу», в её составе в 2008 году стал победителем зонального турнира второго дивизиона и обладателем Кубка ПФЛ, но на следующий год потерял место в основе. В 2010 году перешёл в «Металлург» из Старого Оскола, в его составе провёл четыре сезона во втором дивизионе, а затем продолжает играть за команду в любительском первенстве.